# 빌스키르니르
빌스키르니르(고대 노르드어: Bilskírnir)는 노르드 신화의 천둥신 토르의 궁전이다. 토르는 여기서 아내 시프 및 아이들과 함께 산다.
〈그림니르가 말하기를〉에 따르면 빌스키르니르는 세상의 건물들 중 제일이며, 540개의 방이 있고, 그 위치는 아스가르드의 스루드헤임에 있다.